# Premiership Rugby 2020-2021
Premiership Rugby 2020-21 fu il 34º campionato nazionale inglese di rugby a 15 di prima divisione.
Si tenne dal 20 novembre 2020 al 28 giugno 2021 tra 12 squadre, che si incontrarono nella stagione regolare a girone unico che designò le quattro contendenti ai play-off per il titolo finale.
Il torneo fu noto anche come Gallagher Premiership a seguito di accordo di naming stipulato ad aprile 2018 con la compagnia statunitense d'assicurazioni e gestione finanziaria Arthur J. Gallagher.
Il campionato iniziò a novembre 2020 in maniera anomala, a un solo mese dalla fine del torneo precedente, interrotto e rinviato di cinque mesi a causa della pandemia di COVID-19; per tale ragione ne fu collocata la finale a giugno inoltrato, con un mese di slittamento in avanti rispetto alla data canonica di metà-fine maggio.
Molti incontri furono disputati a porte chiuse, e gli stadi furono gradualmente riaperti a fine stagione con capienze ammesse inferiori alla metà; la stessa finale a Twickenham vide sugli spalti la presenza di 10000 spettatori contingentati.
Per la prima volta nella sua storia la stagione regolare fu vinta da Bristol, tuttavia eliminato nei play-off dai londinesi Harlequins, mentre invece i campioni uscenti di Exeter ebbero la meglio sui Sale Sharks; a Twickenham, loro casa storica per moltissimo tempo, i Quins batterono Exeter conquistando così il loro secondo titolo di campione inglese al termine di una finale molto accesa e spettacolare finita 40-38 e caratterizzata da 11 mete e un'espulsione temporanea per parte; decisive ai fini della vittoria due mete dell'italo-australiano Louis Lynagh, nato a Treviso e figlio di Michael, già giocatore del Benetton tra gli anni ottanta e novanta.
Gli Harlequins divennero il secondo club, dopo i Saracens nel 2015, a vincere la Premiership partendo dal seeding più basso dei play-off.
Il valore delle marcature, come stabilito da World Rugby nel 2017, è: 5 punti per ciascuna meta (7 se trasformata), 7 punti per la meta tecnica, 3 punti per la realizzazione di ciascun calcio piazzato, idem per il drop.

## Integrazioni regolamentari
Ferma restando la struttura di torneo in vigore dal 2005-06 (stagione regolare e play-off tra le prime quattro), per fronteggiare prevedibili situazioni di disagio create dalla pandemia di COVID-19 il comitato esecutivo di Premiership Rugby e la Rugby Football Union deliberarono alcune aggiunte, tra le quali le due più rilevanti furono:
1. il blocco, per la stagione 2020-21, di tutte le retrocessioni dalla prima e dalla seconda divisione verso, rispettivamente, la seconda e la terza del sistema di rugby inglese; per quanto riguardava la Premiership, in particolare, ciò riguardava la retrocessione in RFU Championship[5]. Parimenti, furono bloccate le promozioni dalla terza alla seconda e dalla seconda alla prima divisione[5], il che significò in pratica che per due stagioni, salvo l'eccezione in seguito specificata, le composizioni delle prime tre divisioni del rugby inglese rimasero immutate;
  - come corollario della determinazione di cui sopra, rimase in piedi l'opzione di permettere la promozione di un club dal RFU Championship qualora questi aderisse a requisiti minimi di idoneità, tra i quali il rispetto di garanzie finanziare e uno stadio da 10001 posti[6]. In tal caso la Premiership 2021-22 si sarebbe tenuta tra 13 club e, stante il blocco per le serie inferiori, il Championship a 11 club[5].
2. la non rinviabilità degli incontri soppressi per COVID-19[7]; fu permesso solo il rinvio nel corso dello stesso fine settimana e in caso di eventi come maltempo, ma non sanitari[7]. In caso di partita annullata per COVID-19, ai fini della classifica sarebbe stata assegnata la vittoria alla squadra non responsabile dell'annullamento, il risultato da ascrivere a referto sarebbe stato tuttavia 0-0, e alla squadra dichiarata vincitrice sarebbero stati assegnati 4 punti, mentre a quella perdente 2 (equivalenti al bonus sconfitta e al bonus mete)[7].

Il valore delle marcature, come stabilito da World Rugby nel 2017, è: 5 punti per ciascuna meta (7 se trasformata), 7 punti per la meta tecnica, 3 punti per la realizzazione di ciascun calcio piazzato, idem per il drop.

## Squadre partecipanti
| Club         | Sponsor                                   | Città               | Impianto interno            |
| ------------ | ----------------------------------------- | ------------------- | --------------------------- |
| Bath         | Dyson (elettronica di consumo)            | Bath                | Recreation Ground           |
| Bristol      | Ravenscroft (servizi finanziari)          | Bristol             | Ashton Gate Stadium         |
| Exeter       | sw comms (telecomunicazioni)              | Exeter              | Sandy Park                  |
| Gloucester   | Mitsubishi (industria automobilistica)    | Gloucester          | Stadio di Kingsholm         |
| Harlequins   | DHL (logistica)                           | Londra              | The Stoop                   |
| Leicester    | Topps Tiles (materiali edili)             | Leicester           | Welford Road Stadium        |
| London Irish | Powerday (servizi ambientali)             | Londra              | Brentford Community Stadium |
| Newcastle    | Stelrad (caloriferi)                      | Newcastle upon Tyne | Kingston Park               |
| Northampton  | Travis Perkins (materiali edili)          | Northampton         | Franklin's Gardens          |
| Sale Sharks  | UKFast (servizi in cloud)                 | Sale                | Salford City Stadium        |
| Wasps        | Vodafone (telecomunicazioni)              | Coventry            | City of Coventry Stadium    |
| Worcester    | Adam Hewitt (vendita macchinari agricoli) | Worcester           | Sixways Stadium             |

## Stagione regolare

### Risultati
|            | 1ª giornata                |       |
| ---------- | -------------------------- | ----- |
| 20-11-2020 | Harlequins – Exeter        | 3-33  |
| 20-11-2020 | Sale Sharks – Northampton  | 32-23 |
| 21-11-2020 | Bath – Newcastle           | 12-19 |
| 21-11-2020 | Leicester – Gloucester     | 38-15 |
| 21-11-2020 | Worcester – London Irish   | 11-10 |
| 22-11-2020 | Wasps – Bristol            | 23-20 |
|            |                            |       |
|            | 4ª giornata                |       |
| 26-12-2020 | Harlequins – Bristol       | 19-27 |
| 26-12-2020 | Exeter – Gloucester        | 28-20 |
| 26-12-2020 | Northampton – Worcester    | 29-10 |
| 26-12-2020 | Sale Sharks – Wasps        | 23-26 |
| 26-12-2020 | Bath – London Irish        | 0-0   |
| 26-12-2020 | Newcastle – Leicester      | 0-0   |
|            |                            |       |
|            | 7ª giornata                |       |
| 29-1-2021  | Bristol – Bath             | 48-3  |
| 29-1-2021  | Leicester – Sale Sharks    | 15-25 |
| 30-1-2021  | Gloucester – Northampton   | 26-31 |
| 30-1-2021  | Worcester – Exeter         | 17-21 |
| 31-1-2021  | London Irish – Newcastle   | 31-22 |
| 31-1-2021  | Wasps – Harlequins         | 17-49 |
|            |                            |       |
|            | 10ª giornata               |       |
| 19-2-2021  | Bath – Gloucester          | 16-14 |
| 20-2-2021  | Harlequins – Sale Sharks   | 24-12 |
| 20-2-2021  | Exeter – Northampton       | 12-13 |
| 20-2-2021  | Leicester – Wasps          | 27-8  |
| 20-2-2021  | Worcester – Newcastle      | 0-0   |
| 21-2-2021  | London Irish – Bristol     | 34-34 |
|            |                            |       |
|            | 13ª giornata               |       |
| 12-3-2021  | Bristol – Wasps            | 37-20 |
| 13-3-2021  | Exeter – Harlequins        | 21-20 |
| 13-3-2021  | Newcastle – Bath           | 19-28 |
| 13-3-2021  | Northampton – Sale Sharks  | 17-14 |
| 13-3-2021  | Gloucester – Leicester     | 14-20 |
| 14-3-2021  | London Irish – Worcester   | 20-17 |
|            |                            |       |
|            | 16ª giornata               |       |
| 16-4-2021  | Northampton – London Irish | 44-26 |
| 17-4-2021  | Exeter – Wasps             | 43-13 |
| 17-4-2021  | Sale Sharks – Gloucester   | 25-22 |
| 17-4-2021  | Harlequins – Worcester     | 50-26 |
| 17-4-2021  | Newcastle – Bristol        | 17-34 |
| 18-4-2021  | Bath – Leicester           | 21-20 |
|            |                            |       |
|            | 19ª giornata               |       |
| 14-5-2021  | Bath – Sale Sharks         | 20-24 |
| 15-5-2021  | Wasps – Worcester          | 23-19 |
| 15-5-2021  | Leicester – Harlequins     | 35-29 |
| 17-5-2021  | Newcastle – Northampton    | 18-10 |
| 17-5-2021  | Bristol – Gloucester       | 39-7  |
| 18-5-2021  | London Irish – Exeter      | 12-31 |
|            |                            |       |
|            | 22ª giornata               |       |
| 12-6-2021  | Bath – Northampton         | 30-24 |
| 12-6-2021  | Bristol – London Irish     | 0-0   |
| 12-6-2021  | Exeter – Sale Sharks       | 20-19 |
| 12-6-2021  | Harlequins – Newcastle     | 54-26 |
| 12-6-2021  | Wasps – Leicester          | 31-38 |
| 12-6-2021  | Worcester – Gloucester     | 0-0   |

|            | 2ª giornata                |       |
| ---------- | -------------------------- | ----- |
| 27-11-2020 | Newcastle – Sale Sharks    | 15-13 |
| 28-11-2020 | Northampton – Harlequins   | 29-49 |
| 28-11-2020 | Bristol – Worcester        | 30-13 |
| 28-11-2020 | Gloucester – Wasps         | 40-24 |
| 28-11-2020 | Exeter – Bath              | 40-3  |
| 29-11-2020 | London Irish – Leicester   | 22-9  |
|            |                            |       |
|            | 5ª giornata                |       |
| 1-1-2021   | Bristol – Newcastle        | 29-17 |
| 1-1-2021   | Worcester – Harlequins     | 0-0   |
| 2-1-2021   | Wasps – Exeter             | 34-5  |
| 2-1-2021   | Gloucester – Sale Sharks   | 19-22 |
| 3-1-2021   | London Irish – Northampton | 0-0   |
| 3-1-2021   | Leicester – Bath           | 36-31 |
|            |                            |       |
|            | 8ª giornata                |       |
| 5-2-2021   | Bristol – Sale Sharks      | 13-20 |
| 6-2-2021   | Wasps – Northampton        | 17-22 |
| 6-2-2021   | Bath – Harlequins          | 15-28 |
| 6-2-2021   | Leicester – Worcester      | 41-24 |
| 6-2-2021   | London Irish – Gloucester  | 32-26 |
| 7-2-2021   | Newcastle – Exeter         | 9-15  |
|            |                            |       |
|            | 11ª giornata               |       |
| 26-2-2021  | Sale Sharks – Exeter       | 25-20 |
| 27-2-2021  | Bristol – Leicester        | 17-3  |
| 27-2-2021  | Newcastle – Harlequins     | 25-22 |
| 27-2-2021  | Wasps – London Irish       | 10-16 |
| 27-2-2021  | Gloucester – Worcester     | 22-14 |
| 28-2-2021  | Northampton – Bath         | 22-23 |
|            |                            |       |
|            | 14ª giornata               |       |
| 19-3-2021  | Newcastle – Wasps          | 18-20 |
| 20-3-2021  | Bath – Worcester           | 47-22 |
| 20-3-2021  | Harlequins – Gloucester    | 59-24 |
| 20-3-2021  | Exeter – Leicester         | 47-31 |
| 21-3-2021  | Northampton – Bristol      | 21-28 |
| 21-3-2021  | Sale Sharks – London Irish | 41-13 |
|            |                            |       |
|            | 17ª giornata               |       |
| 23-4-2021  | Bristol – Exeter           | 12-20 |
| 24-4-2021  | London Irish – Harlequins  | 21-25 |
| 24-4-2021  | Gloucester – Newcastle     | 35-24 |
| 24-4-2021  | Leicester – Northampton    | 18-23 |
| 24-4-2021  | Worcester – Sale Sharks    | 32-35 |
| 25-4-2021  | Wasps – Bath               | 39-29 |
|            |                            |       |
|            | 20ª giornata               |       |
| 28-5-2021  | Gloucester – London Irish  | 30-28 |
| 28-5-2021  | Sale Sharks – Bristol      | 22-12 |
| 29-5-2021  | Harlequins – Bath          | 44-33 |
| 29-5-2021  | Worcester – Leicester      | 17-18 |
| 29-5-2021  | Northampton – Wasps        | 30-25 |
| 30-5-2021  | Exeter – Newcastle         | 74-3  |

|           | 3ª giornata                |       |
| --------- | -------------------------- | ----- |
| 4-12-2020 | Bristol – Northampton      | 18-17 |
| 5-12-2020 | Leicester – Exeter         | 13-35 |
| 5-12-2020 | Wasps – Newcastle          | 17-27 |
| 5-12-2020 | Worcester – Bath           | 17-33 |
| 6-12-2020 | London Irish – Sale Sharks | 13-21 |
| 6-12-2020 | Gloucester – Harlequins    | 24-34 |
|           |                            |       |
|           | 6ª giornata                |       |
| 8-1-2021  | Bath – Wasps               | 44-52 |
| 8-1-2021  | Sale Sharks – Worcester    | 20-13 |
| 9-1-2021  | Newcastle – Gloucester     | 22-10 |
| 9-1-2021  | Exeter – Bristol           | 7-20  |
| 9-1-2021  | Northampton – Leicester    | 0-0   |
| 10-1-2021 | Harlequins – London Irish  | 27-27 |
|           |                            |       |
|           | 9ª giornata                |       |
| 12-2-2021 | Gloucester – Bristol       | 17-18 |
| 12-2-2021 | Sale Sharks – Bath         | 22-27 |
| 13-2-2021 | Harlequins – Leicester     | 37-24 |
| 13-2-2021 | Exeter – London Irish      | 26-3  |
| 13-2-2021 | Northampton – Newcastle    | 0-0   |
| 14-2-2021 | Worcester – Wasps          | 13-17 |
|           |                            |       |
|           | 12ª giornata               |       |
| 5-3-2021  | Leicester – London Irish   | 33-32 |
| 5-3-2021  | Sale Sharks – Newcastle    | 31-16 |
| 6-3-2021  | Bath – Exeter              | 16-38 |
| 6-3-2021  | Wasps – Gloucester         | 19-20 |
| 6-3-2021  | Worcester – Bristol        | 23-24 |
| 7-3-2021  | Harlequins – Northampton   | 37-19 |
|           |                            |       |
|           | 15ª giornata               |       |
| 26-3-2021 | Gloucester – Exeter        | 34-18 |
| 27-3-2021 | Bristol – Harlequins       | 35-33 |
| 27-3-2021 | London Irish – Bath        | 36-33 |
| 27-3-2021 | Worcester – Northampton    | 14-62 |
| 27-3-2021 | Wasps – Sale Sharks        | 19-20 |
| 28-3-2021 | Leicester – Newcastle      | 26-12 |
|           |                            |       |
|           | 18ª giornata               |       |
| 7-5-2021  | Sale Sharks – Leicester    | 26-10 |
| 8-5-2021  | Northampton – Gloucester   | 7-31  |
| 8-5-2021  | Exeter – Worcester         | 41-10 |
| 8-5-2021  | Newcastle – London Irish   | 52-27 |
| 8-5-2021  | Bath – Bristol             | 20-40 |
| 9-5-2021  | Harlequins – Wasps         | 48-46 |
|           |                            |       |
|           | 21ª giornata               |       |
| 4-6-2021  | Sale Sharks – Harlequins   | 45-12 |
| 5-6-2021  | Gloucester – Bath          | 0-0   |
| 5-6-2021  | Leicester – Bristol        | 23-26 |
| 5-6-2021  | Newcastle – Worcester      | 24-14 |
| 5-6-2021  | London Irish – Wasps       | 36-39 |
| 6-6-2021  | Northampton – Exeter       | 26-29 |

### Classifica
| Pos | Squadra      | G  | V  | N | P  | PF  | PS  | DP   | BMP | Pt |
| --- | ------------ | -- | -- | - | -- | --- | --- | ---- | --- | -- |
| 1   | Bristol      | 22 | 17 | 1 | 4  | 561 | 379 | +182 | 15  | 85 |
| 2   | Exeter       | 22 | 17 | 0 | 5  | 624 | 356 | +268 | 14  | 82 |
| 3   | Sale Sharks  | 22 | 16 | 0 | 6  | 537 | 401 | +136 | 10  | 74 |
| 4   | Harlequins   | 22 | 13 | 1 | 8  | 703 | 564 | +139 | 17  | 71 |
| 5   | Northampton  | 22 | 11 | 0 | 11 | 469 | 457 | +12  | 13  | 57 |
| 6   | Leicester    | 22 | 11 | 0 | 11 | 478 | 492 | −14  | 10  | 54 |
| 7   | Bath         | 22 | 10 | 0 | 12 | 494 | 604 | −110 | 12  | 52 |
| 8   | Wasps        | 22 | 9  | 0 | 13 | 539 | 624 | −85  | 14  | 50 |
| 9   | London Irish | 22 | 6  | 2 | 14 | 439 | 531 | −92  | 20  | 48 |
| 10  | Newcastle    | 22 | 9  | 0 | 13 | 385 | 512 | −127 | 9   | 45 |
| 11  | Gloucester   | 22 | 7  | 0 | 15 | 450 | 518 | −68  | 17  | 45 |
| 12  | Worcester    | 22 | 4  | 0 | 18 | 326 | 567 | −241 | 11  | 27 |

## Play-off
|  | Semifinali | Semifinali  | Semifinali |        |    | Finale     | Finale | Finale |  |
|  |            |             |            |        |    |            |        |        |  |
|  | 1          | Bristol     | 36         |        |    |            |        |        |  |
|  | 1          | Bristol     | 36         |        |    |            |        |        |  |
|  | 4          | Harlequins  | 43         |        |    |            |        |        |  |
|  | 4          | Harlequins  | 43         |        | 1  | Harlequins | 40     |        |  |
|  |            |             |            |        | 1  | Harlequins | 40     |        |  |
|  |            |             | 4          | Exeter | 38 |            |        |        |  |
|  | 2          | Exeter      | 4          | Exeter | 38 | 40         |        |        |  |
|  | 2          | Exeter      |            |        |    |            |        |        |  |
|  | 3          | Sale Sharks | 30         |        |    |            |        |        |  |

### Semifinali
| Arbitro: | Wayne Barnes (Gloucester) |

|                                          |      |                                                                              |
| Earl 7’ Malins 11’, 21’, 93’ Morahan 27’ | mt   | 38’ Dombrandt 41’, 95’ T. Green 48’ Chisholm 53’ L. Lynagh 75’, 99’ Marchant |
| Sheedy 27’                               | tr   | 41’, 48’, 75’, 95’ M. Smith                                                  |
| Sheedy 3’, 5’, 63’                       | c.p. |                                                                              |

| Arbitro: | Tom Foley (Bristol) |

|                                                            |      |                                            |
| Cowan-Dickie 4’ O’Flaherty 9’ Nowell 29’, 50’ Cuthbert 66’ | mt   | 24’, 45’ Janse v. Rensburg 70’ D. du Preez |
| J. Simmonds 4’, 29’, 50’                                   | tr   | 24’, 45’ R. du Preez 70’ K. Wilkinson      |
| J. Simmonds 23’, 43’, 76’                                  | c.p. | 17’, 34’, 56’ R. du Preez                  |

### Finale
| Arbitro: | Matthew Carley (Kent) |

| |              | |
| Jon. Gray 17’ Hepburn 28’ S. Simmonds 48’ Devoto 53’ Hogg 77’ | mt           | 5’ meta tecnica 37’ W. Louw 40+4’ Dombrandt 43’ Esterhuizen 71’, 75’ L. Lynagh |
| J. Simmonds 17’, 28’, 48’, 53’, 77’ | tr           | 40+4’, 43’, 71’, 75’ M. Smith |
| J. Simmonds 65’ | c.p.         | |
| · 78’ Nowell · 45’ Cuthbert · Slade · Devoto · O’Flaherty · J. Simmonds · 52’ J. Maunder · S. Simmonds · 45’ Capstick · Kirsten · 5’ 73’ J. Hill · Jon. Gray · 73’ H. Williams · Cowan-Dickie · 54’ Hepburn | Formazioni   | · T. Green · L. Lynagh · Marchant · Esterhuizen 78’ · Murley 58’ · M. Smith 28’ · Care · Dombrandt · Kenningham · Chisolm 73’ · Lewies 58’ · Symons · W. Louw 58’ · Baldwin 58’ · Marler |
| · 45’ Armand · 45’ Hogg · 52’ Townsend · 54’ Moon · 73’ Lonsdale · 73’ Street · 78’ H. Skinner | Sostituzioni | · 58’ Collier · 58’ Joe Gray · 58’ Lamb · 58’ Northmore · 73’ Lawday · 78’ Tapuai |
| Rob Baxter | Allenatori   | Billy Millard |

## Verdetti
- Harlequins: campione d'Inghilterra.
- Harlequins, Exeter, Bristol, Sale Sharks, Northampton, Leicester, Bath, Wasps: qualificate alla Champions Cup 2021-22.
- London Irish, Newcastle, Gloucester: qualificate alla Challenge Cup 2021-22